# Алдо Груп
Aлдо Груп (корпоративно The ALDO Group) е частна корпорация в Канада, която притежава и управлява световна верига от магазини за обувки и аксесоари. Компанията е основана от Алдо Бенсадун в Монреал, Квебек, през 1972 г., където нейния корпоративен щаб е и до днес. Тя се разраства и се превръща в световен корпорация, с близо 2000 магазина в три банера на дребно: ALDO, call it Spring / Spring и GLOBO. Магазините в Канада, САЩ, Великобритания и Ирландия, са собственост на групата, докато международните магазини са франчайзинг. Компанията е управлявала сега затворените или пребрандираните банери – Little Burgundy (който е продаден на Genesco), Simard & Voyer, Christian Shoes, Access, Pegabo, Transit, Stoneridge, Locale, Feetfirst and FIRST(което е американската версия на Feetfirst).